# Ана Софія Нобрега
Ана Софія Нобрега (20 грудня 1990) — ангольська плавчиня.
Учасниця Олімпійських Ігор 2016 року.